# 11 a. C.
El año 11 a. C. fue un año común comenzado en lunes o martes, o un año bisiesto comenzado en domingo, lunes o martes (las fuentes difieren) del calendario juliano. También fue un año común comenzado en sábado del calendario juliano proléptico. En aquella época, era conocido como el Año del consulado de Tubero y Máximo (o menos frecuentemente, año 743 Ab urbe condita).

## Acontecimientos
- Quinto Elio Tuberón y Paulo Fabio Máximo ejercen el consulado.
- Batalla del río Lupia: las fuerzas romanas bajo el mando del hijastro de Augusto, Nerón Claudio Druso obtienen una victoria en Germania.
- Druso construye un campamento militar de madera Castellum Bonna cerca del Rin, la fortaleza romana con el tiempo se reconstruye en piedra.

## Ciencia y tecnología
- Paso del cometa Halley

## Nacimientos
- entre el 13 y el 9 a. C.: Ptolomeo de Mauritania, rey de Mauritania (f. 40 d. C.).

## Fallecimientos
- Octavia la Menor, hermana de Augusto (n. 69 a. C.)